# Dan Sehlberg
Dan Nils Torsten Sehlberg, född 14 mars 1969 i Farsta församling i Stockholm, är en svensk entreprenör och författare.

## Biografi
Sehlberg har en MBA-examen från Handelshögskolan i Stockholm. År 1993 grundade han multimediabyrån PressLink som senare såldes till Bonnier. Efter detta var han produktansvarig för Nya Medier på Aftonbladet mellan 1994-1995. Från 1995 till 1999 var han VD för Linné Data Stockholm (senare Cell Network/Mandator). Åren 1999 till 2009 var Sehlberg Vice VD och sedan VD och koncernchef för Citat Group.
2009 grundade Sehlberg företaget Svenska Vårdfastigheter tillsammans med före detta moderatledaren Ulf Adelsohn. I januari 2017 tillträdde han som VD för Svenska Vårdfastigheter, och i juni 2017 sålde Adelsohn och Sehlberg Svenska Vårdfastigheter till Magnolia Bostad. 2019 grundade Sehlberg Sehlhall Fastigheter, tillsammans med affärspartnern Petter Hallenberg, industrimannen Carl-Henric Svanberg och före detta finansministern Anders Borg. 2021 tillkom även Dan Sten Olsson som storägare i Sehlhall via bolaget Stena Fastigheter. 
Dan T. Sehlberg har också skrivit flera skönlitterära böcker som har översatts till 25 språk, och filmrättigheterna har sålts till produktionsbolagen Regency och Inkubate Entertainment i Hollywood.

### Familj
Sehlberg är son till flygjournalisten Bo Sehlberg och gift med galleristen Anna Bromberg Sehlberg.